# Musée de la culture grecque moderne
Le Musée de la culture grecque moderne (en grec moderne : Μουσείο νεότερου ελληνικού πολιτισμού), anciennement Musée national d'art populaire, est un musée situé à Athènes, en Grèce. Il fut créé en 1918 en la mosquée Tzistarakis.
Il est actuellement sur trois lieux :
- le centre au 17 de la rue Kydathinéon, Pláka ;
- une annexe dans l'ancien hammam Abid-Efendi (bains des Vents) du 8 de la rue Kyrrístou ;
- une annexe en la mosquée Tzistarakis.

Un important projet de déménagement des collections du centre principal est en cours vers les bâtiments restaurés de la  « Cour des miracles », situés entre la bibliothèque d'Hadrien et la stoa d'Attale.

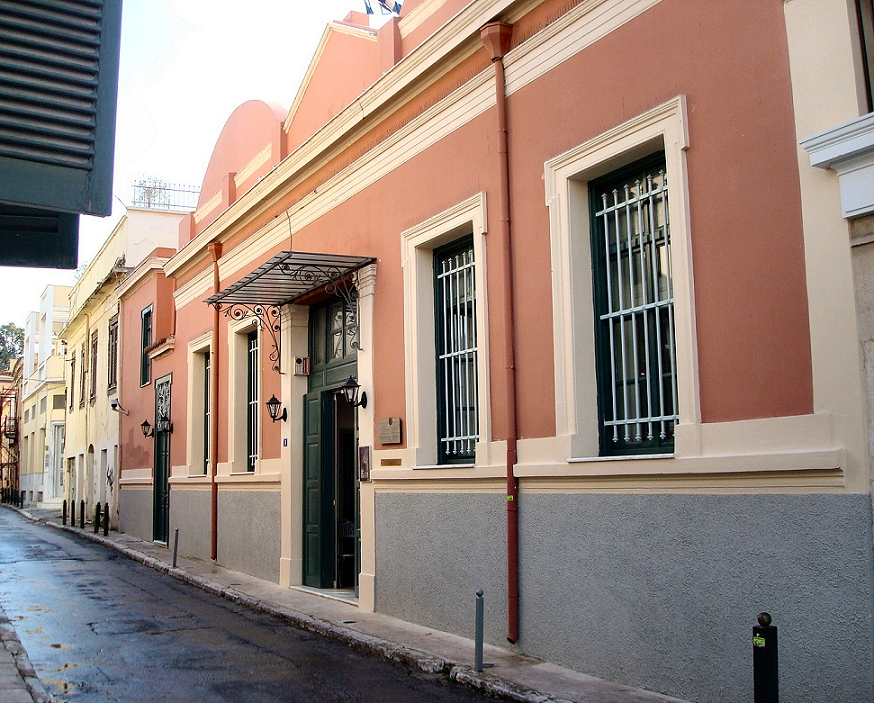
Hammam Abid-Efendi.
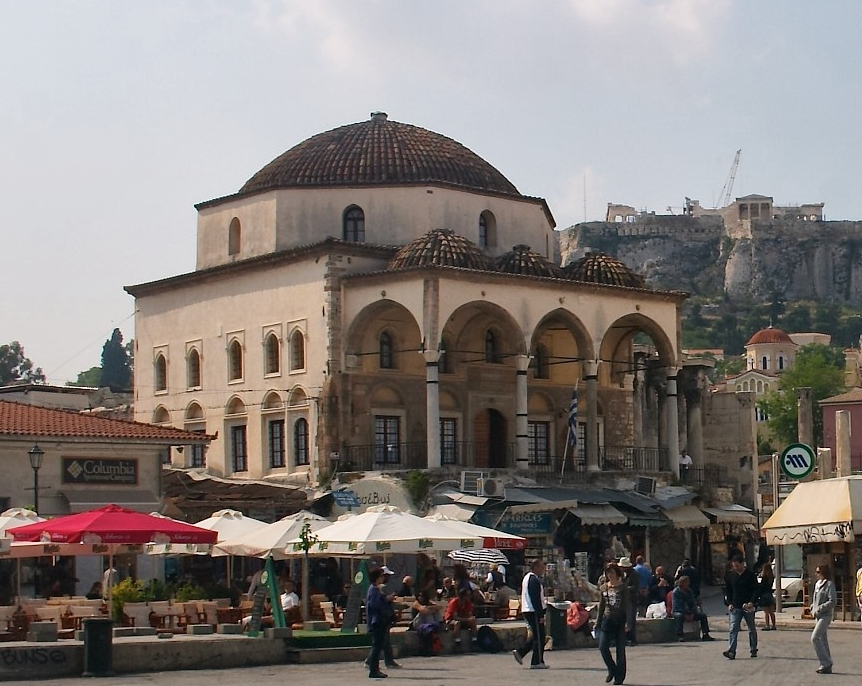
Mosquée Tzistarakis.
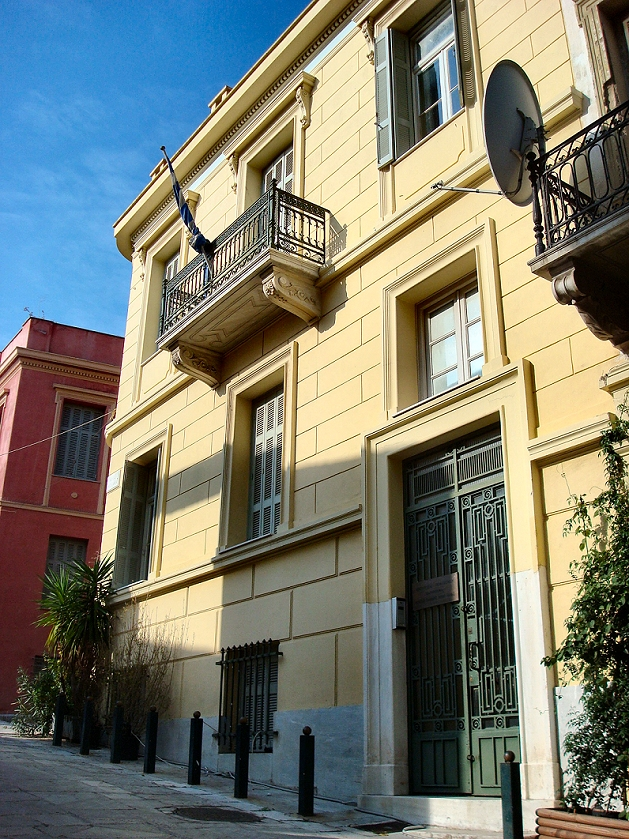
Archives.